# Larry Carlton
Larry Carlton (Torrance, 1948. március 2. –) Grammy-díjas amerikai dzsesszgitáros.

## Pályakép
Larry Carlton hatévesen kezdett gitározni. Tinédzserként vett egy ideig Joe Passtól tanult, aki beajánlotta a „George Shearing Quintet”-be. Ezt követték a „The Fifth Dimension”, a „The Partridge Family” − reklámfilmekben, illetve a popzenében. 1968-ban Carlton kiadta első szólóalbumát „With a Little Help from My Friends” címmel, amelyre még nagy hatással volt Wes Montgomery, amellett B.B. King, Barney Kessel, Joe Pass, Tony Mottola, John Coltrane és Albert King is.
Változatos stúdiómunkája és hangszerének különleges hangzása (Gibson ES-335, a  Mesa/Boogie gitárerősítővel) használatával fúziós dzsesszt játszott a "The Crusaders"-szel egészen 1977-ig. Csúcskorában Carlton körülbelül 50 felvételt játszott havonta, többek között: Joni Mitchell, Sammy Davis Jr., Herb Alpert, Quincy Jones, Paul Anka, Michael Jackson, John Lennon, Jerry García, Dolly Parton és a Steely Dan együttes mellett.
1988-ban súlyos nyaksérülést szenvedett a burbanki „Room 335” magánstúdiója ajtaja előtt történt lövöldözésben. Ezután a smooth jazz felé fordult, és elsősorban keresztény művészeknek készített felvételeket, köztük felesége, Michele Pillar számára.
Mostanában Carlton visszatért a blueshoz, ami erősen befolyásolta játékát.

## Albumok
- With a Little Help from My Friends (1968)
- Singing/Playing (1973)
- Larry Carlton (1978)
- Mr. 335 Live in Japan (1979)
- Strikes Twice (1980)
- Eight Times Up [live] (1982)
- Sleepwalk (1982)
- Friends (1983)
- Alone / But Never Alone (1986)
- Last Nite (1986)
- Discovery (1987)
- On Solid Ground (MCA 1989)
- Christmas at My House (1989)
- Collection (1990)
- Kid Gloves (1992)
- Renegade Gentleman with Terry McMillan (1993)
- Live at the Greek with Stanley Clarke (1994)
- Larry & Lee with Lee Ritenour (1995)
- The Gift (1996)
- Fingerprints (2000)
- Deep Into It (2001)
- No Substitutions: Live in Osaka with Steve Lukather (2001)
- Sapphire Blue (Bluebird, 2003)
- Fire Wire (Bluebird, 2006)
- Live in Tokyo with Robben Ford (335 Records, 2007)
- Greatest Hits Rerecorded, Volume One (2007)
- Take Your Pick with Tak Matsumoto (2010)
- Plays the Sound of Philadelphia (2010)
- New Morning: The Paris Concert (2011)
- Four Hands & a Heart, Volume One (2012)
- Unplugged with Robben Ford (2013)
- Four Hands & a Heart: Christmas (2014)
- At Billboard Live Tokyo with David T. Walker (2015)
- At Blue Note Tokyo with Steve Lukather (2016)
- Lights On [live] with the SWR Big Band (2017)
- Soul Searchin' with Paul Brown (2021)

### The Crusaders
- Crusaders 1 (1972)
- The 2nd Crusade (1973)
- Unsung Heroes (1973)
- Scratch (1974)
- Southern Comfort (1974)
- Chain Reaction (1975)
- Those Southern Knights (1976)
- Free as the Wind (1977)
- The Good and Bad Times (1986)
- Happy Again (1995)
- Louisiana Hot Sauce (1996)

## Díjak
- 1981: Grammy-díj − Best Pop Instrumental Performance, Hill Street Blues
- 1987: Grammy-díj − Best Pop Instrumental Performance, Minute by Minute
- 2002: Grammy-díj − Best Pop Instrumental Album, No Substitutions: Live in Osaka
- 2011: Grammy-díj − Best Pop Instrumental Album, Take Your Pick
- Hollywood Rock Walk of Fame